# Forum Akademickie
Forum Akademickie – ogólnopolski miesięcznik informacyjno-publicystyczny (wcześniej pod nazwą „Przegląd Akademicki”), wydawany od 1991 roku przez Akademicką Oficynę Wydawniczą w Lublinie. Czasopismo zajmuje się problematyką badań naukowych i szkolnictwa wyższego.
Rada Programowa: prof. dr hab. Wiesław Banyś, prof. dr hab. Katarzyna Chałasińska-Macukow, prof. dr hab. Andrzej Eliasz, prof. dr hab. Jarosław Górniak, prof. dr hab. inż. Andrzej Jajszczyk, prof. dr hab. inż. Jerzy Woźnicki
Redakcja: Stefan Ciechan (fotograf), Grzegorz Filip (dział publicystyki), Piotr Kieraciński (redaktor naczelny), Marek Remiszewski (sekretarz redakcji), Mariusz Karwowski (informacje, media elektroniczne)